# Asiceratinops kolymensis
Asiceratinops kolymensis är en spindelart som först beskrevs av Kirill Yeskov 1992.  Asiceratinops kolymensis ingår i släktet Asiceratinops och familjen täckvävarspindlar. Inga underarter finns listade.